# スティーブン・フル
スティーブン・フル（Stephen Full、1969年11月13日 - ）は、アメリカ合衆国の俳優、コメディアン。

## 出演作品
- ブログ犬 スタン（スタン）
- 爆音家族（アッシュ）